# You Want It Darker
You Want It Darker és el catorzè i últim àlbum d'estudi del cantautor canadenc Leonard Cohen. Va aparèixer el 21 d'octubre de 2016. El disc va estar produït pel fill de l'artista, Adam Cohen, a diferència de l'anterior Popular Problems, produït per Patrick Leonard.
You Want It Darker es va anunciar oficialment el 12 d'agost mitjançant la web oficial de Cohen. Una part del primer senzill—titulat com el propi àlbum— fou estrenat amb anterioritat a la sèrie britànica Peaky Blinders.
El disc conté nou cançons, una de les quals serveix com reprise. És el catorzè àlbum d'estudi editat per Cohen i el quart publicat en una mateixa dècada, després de veure's obligat a tornar al negoci de la música degut a haver estat defraudat i arruïnat per la seva antiga mànager, Kelley Lynch.

## Context
Després de sortir de gira entre 2008 i 2013, Leonard Cohen va començar a patir "múltiples fractures a la columna vertebral", entre d'altres problemes físics, segons el seu fill Adam. Degut a les limitacions físiques de Cohen, les cançons de You Want It Darker es van gravar al saló de la seva casa de Mid-Wilshire, Los Ángeles i es van enviar als seus col·laboradors musicals mitjançant correus electrònics.

## Llista de temes
Totes les lletres escrites per Leonard Cohen. 
| Núm.          | Títol                        | Música           | Productor(s)  | Durada |
| ------------- | ---------------------------- | ---------------- | ------------- | ------ |
| 1.            | «You Want It Darker»         | Patrick Leonard  | Adam Cohen    | 4:44   |
| 2.            | «Treaty»                     | L. Cohen         | Leonard       | 4:02   |
| 3.            | «On the Level»               | Sharon Robinson  | A. Cohen      | 3:27   |
| 4.            | «Leaving the Table»          | L. Cohen         | A. Cohen      | 3:47   |
| 5.            | «If I Didn't Have Your Love» | Leonard          | Leonard       | 3:35   |
| 6.            | «Traveling Light»            | Leonard A. Cohen | A. Cohen      | 4:22   |
| 7.            | «It Seemed the Better Way»   | Leonard          | A. Cohen      | 4:21   |
| 8.            | «Steer Your Way»             | L. Cohen         | A. Cohen      | 4:23   |
| 9.            | «String Reprise / Treaty»    | L. Cohen         | Leonard       | 3:26   |
| Durada total: | Durada total:                | Durada total:    | Durada total: | 36:09  |

## Personal
- Leonard Cohen – veu.
- Bill Bottrell – guitarra elèctrica i pedal steel guitar.
- Michael Chaves – teclats, baix, bateria.
- Adam Cohen – guitarra clàssica.
- Patrick Leonard – teclats, baix, bateria, orgue, piano, sintetitzador, percussió.
- Brian Macleod – batería.
- Zac Rae – guitarra, guitarra clàssica, teclats, mandolina, melotró, celesta, piano, Wurlitzer.

## Fet cultural
La cançó es fa servir en el començament dels programes de la sèrie Crims, de Catalunya Ràdio des de fa unes temporades. Abans hi havia estat cançó de capçalera del programa, El calavera, de Roger Mas.